# 西侯度遗址
西侯度遗址位於黃河由南轉東向的大彎處的中条山西側（今山西芮城县风陵渡镇），是關中平原早期猿人阶段文化遗存的典型代表之一，被认为是在現代中国疆域內最早的猿人用火的遗址，距今已有180万年（一说127万年），曾引起北京猿人发现者裴文中教授的质疑。是中国重点文物保护单位。

## 发现
1929年，中国史前考古学家、古生物学家裴文中教授在北京周口店遗址发现50万年以前“北京猿人”头盖骨化石。不过，旧石器时代考古学家王建推断，在“北京猿人”之前一定有更加原始的人类存在。该推断得到古人类学家贾兰坡教授的肯定。为了证明他们的理论推断，贾兰坡、王建等人从古地理、古气候方面分析，开始在泥河湾期的地层中寻找人类的遗骸遗物。
1959年考古学家在芮城县西侯度村黄河东岸距河面170米高的阶地上发现了该遗址。1961、1962、2005年先后进行了三次发掘。据测定，遗址地质年代为更新世早期龙川冰期以后的格拉斯期时期，距今180万年，是中国境内已知最古老的旧石器文化遗址。
1983年，芮城县人民政府成立了西侯度文物保护组；1986年，山西省人民政府公布西侯度文化遗址为全省重点文物保护单位；1988年西侯度遗址被定为全国重点文物保护单位（第三批）。2013年山西省芮城县文物部门修建总建筑面积约130平方米的西侯度遗址展览馆对出土文物进行保护。

## 地理
西侯度遗址位於山西省南部芮城县西北隅的中条山阳坡，处于黄河中游。考古学家认为，远古时期，这里气候温和、水草丰盛；草地上有古中国野牛、山西披毛犀、三门马、步氏羚羊、纳玛象、李氏野猪、晋南麋鹿等动物，水中有各种鱼类。这样的自然环境适合于人类生存繁衍。

## 遗迹
1960年代西侯度遗址发现的石器制品共32件，包括石核、石片和石器，是中国发现的年代最早的一批石器。石器打制技术比较原始，原料为各色石英岩，也有少量的脉石英和火山岩。2005年50余天的发掘中，发现石制品和动物化石标本1500余件，石制品中不乏磨蚀较轻、打击痕迹十分清楚的精品和规范制品。
与石器共存的一些遗物中有带切割或刮削痕迹的鹿角，还有烧过的动物骨骼、角和牙齿，被认为这是人类用火的标志。西侯度遗址把中国古人类用火的历史，从50万至70万年前周口店北京猿人，向前推进了110万年。
共存的动物化石有鸵鸟、大河狸、刺猬、兔、纳玛象、李氏野猪、双叉麋鹿、晋南麋鹿、山西轴鹿、平额象、鬣狗、山西披毛犀、古板齿犀、三门马、三趾马、古中国野牛、粗壮丽牛、步氏羚羊和步氏鹿等。

## 争议
西侯度遗址被发现后，并未完全得到学术界的认可，关于出土的石器是否人工打制，存在分歧和争议。裴文中、张森水等认为石器的“人工性质无法肯定”，怀疑是河流碰撞产生。山西省考古研究所的专家们认为，解决这些争论和问题的最有效方法就是进一步发掘，以获得新的资料。随着考古工作的进展，石制品人工痕迹已经确定，年代学问题也已解决，西侯度遗址跻身为国际一流旧石器考古遗址的行列。